# Lippinghausen
Lippinghausen ist ein Gemeindeteil der Gemeinde Hiddenhausen im Kreis Herford in Nordrhein-Westfalen. Da es zentral in der Gemeinde liegt, finden sich hier alle wichtigen Gebäude und Geschäfte. In Lippinghausen steht auch das Rathaus der Gemeinde Hiddenhausen. Es ist somit der Verwaltungssitz.
Alle zwei Jahre fand die Veranstaltung Hiddenhauser Treff, bis zur Auflösung des Verkehrsvereins, in Lippinghausen statt. Dies war eine kleine Kirmes mit Autoscooter, Kettenkarussell und Essbuden.

## Geschichte
Vom Mittelalter bis zur Franzosenzeit gehörte die Bauerschaft Lippinghausen zur Vogtei Enger im Amt Sparrenberg der Grafschaft Ravensberg. Von 1807 bis 1813 gehörte Lippinghausen zum Kanton Enger, der von 1807 bis 1810 zum Königreich Westphalen und von 1811 bis 1813 zum Kaiserreich Frankreich gehörte. 1816 kam die Bauerschaft zum Kreis Bünde in der preußischen Provinz Westfalen, der 1832 im Kreis Herford aufging. Im Kreis Herford gehörte die Gemeinde Lippinghausen zum Amt Herford-Hiddenhausen.
Am 1. Januar 1969 wurde der Ort durch das Herford-Gesetz nach Hiddenhausen eingemeindet.

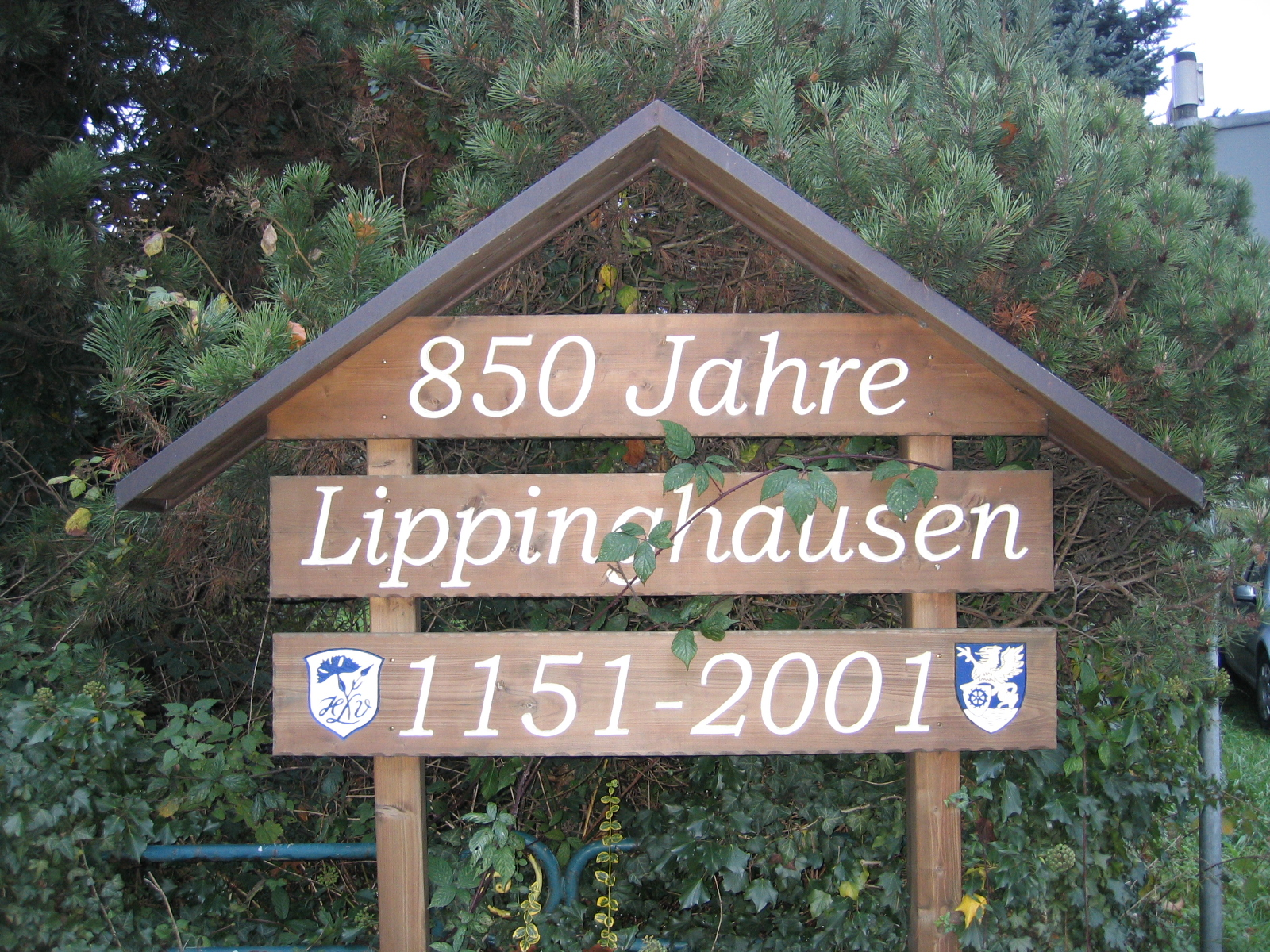
Das 850-Jahr-Schild am Dorfeingang
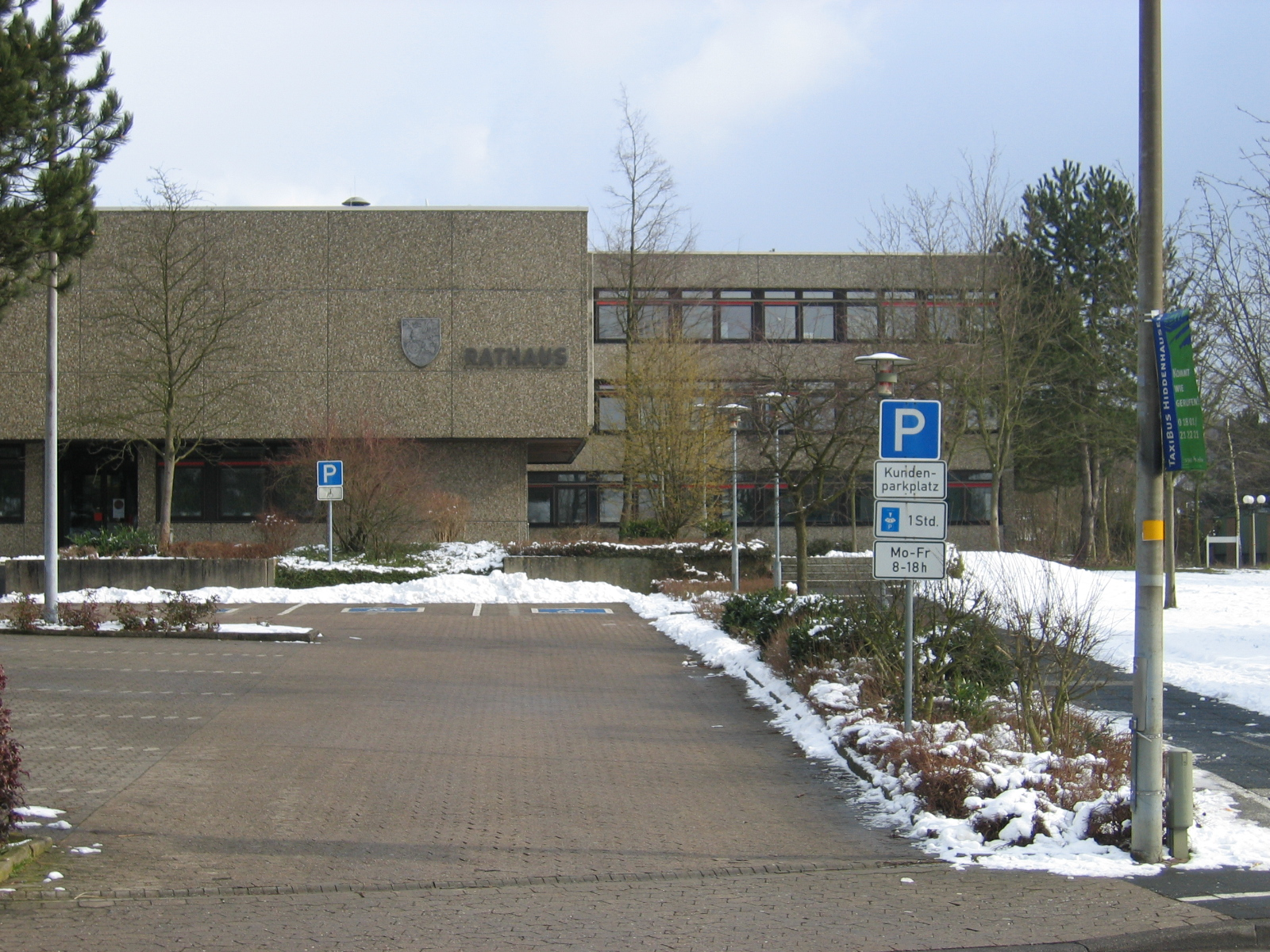
Das Lippinghausener Rathaus im Februar 2005

## Verkehr
Lippinghausen liegt an der Landesstraße 545, die von Bünde nach Herford führt.
Es verkehren regelmäßig Regionalbusse nach Bünde und Herford im dichten Taktverkehr.